# Stéphane Robert
Stéphane Robert (Montargis, 17 de mayo de 1980) exjugador profesional de tenis francés.

## Carrera
Ha transcurrido la mayor parte de su carrera jugando en el circuito de futures y challengers. En 2010 alcanzó por primera vez meterse entre los 100 mejores del ranking y dio la sorpresa, con 29 años, al alcanzar la final del ATP de Johannesburgo tras superar en las semifinales al español David Ferrer . En la final fue derrotado por Feliciano López. Se convirtió en el 52.º francés en alcanzar una final de ATP en la Era Abierta.
Su mayor ranking individual alcanzado fue el n.º 59, logrado el (18 de julio de 2016) tras alcanzar las semifinales del ATP 500 de Hamburgo. Mientras que en dobles llegó al puesto n.º 99 el 28 de abril de 2014.
Hasta el momento ha ganado 14 títulos todos ellos de la categoría ATP Challenger Series. Seis de estos fueron en la modalidad de individuales y los ocho restantes en dobles.

## Títulos ATP (1; 0+1)

### Dobles (1)
| Leyenda                   |
| Grand Slam (0)            |
| ATP World Tour Finals (0) |
| ATP Masters 1000 (0)      |
| ATP World Tour 500 (1)    |
| ATP World Tour 250 (3)    |

| Nº | Fecha               | Torneo    | Superficie    | Pareja            | Oponentes en la final        | Resultado |
| 1. | 21 de abril de 2014 | Barcelona | Tierra batida | Jesse Huta Galung | Daniel Nestor Nenad Zimonjić | 6-3, 6-3  |

## Títulos Challenger (14; 6 + 8)
| Leyenda                        | Individuales | Dobles |
| ------------------------------ | ------------ | ------ |
| Grand Slam (tenis)\|Grand Slam | 0            | 0      |
| ATP World Tour Finals          | 0            | 0      |
| ATP World Tour Masters 1000    | 0            | 0      |
| ATP World Tour 500 Series      | 0            | 0      |
| ATP World Tour 250 Series      | 0            | 0      |
| ATP Challenger Series          | 6            | 8      |

### Individuales
| N.º | Fecha      | Torneo                 | Superficie | Rival en la final    | Resultado       |
| --- | ---------- | ---------------------- | ---------- | -------------------- | --------------- |
| 1.  | 14.09.2003 | Challenger de Sofía    | Tierra     | Daniel Elsner        | 6:1, 4:6, 7:64  |
| 2.  | 18.09.2004 | Challenger de Budapest | Tierra     | Alessio di Mauro     | 6:1, 4:6, 7:5   |
| 3.  | 13.06.2009 | Challenger de Košice   | Tierra     | Jiří Vaněk           | 7:65, 7:65      |
| 4.  | 13.09.2009 | Challenger de Alphen   | Tierra     | Michael Russell      | 7:62, 5:7, 7:65 |
| 5.  | 20.02.2010 | Challenger de Tanger   | Tierra     | Alexander Dolgopolov | 7:65, 6:4       |
| 6.  | 01.05.2011 | Challenger de Ostrava  | Tierra     | Ádám Kellner         | 6:1, 6:3        |

#### Finalista
| N.º | Fecha      | Torneo                  | Superficie | Rival en la final | Resultado |
| --- | ---------- | ----------------------- | ---------- | ----------------- | --------- |
| 1.  | 07.02.2010 | Torneo de Johannesburgo | Dura       | Feliciano López   | 5:7, 1:6  |

### Dobles
| N.º | Fecha      | Torneo                            | Superficie | Pareja                 | Rival en la final                     | Resultado        |
| --- | ---------- | --------------------------------- | ---------- | ---------------------- | ------------------------------------- | ---------------- |
| 1.  | 08.08.2004 | Challenger de Posnania (1)        | Tierra     | Adam Chadaj            | Tomáš Cibulec David Škoch             | 3:6, 6:1, 6:2    |
| 2.  | 26.11.2005 | Challenger de Reunión             | Dura       | Teymuraz Gabashvili    | Ivan Cerović Petar Popović            | 6:4, 6:3         |
| 3.  | 29.01.2006 | Challenger de Wrexham             | Dura (i)   | Jean-François Bachelot | Colin Fleming Jamie Murray            | 6:4, 7:5         |
| 4.  | 05.03.2006 | Challenger de Cherburgo-Octeville | Dura (i)   | Jean-François Bachelot | Sanchai Ratiwatana Sonchat Ratiwatana | 7:65, 6:3        |
| 5.  | 19.03.2011 | Challenger de Le Gosier           | Dura       | Riccardo Ghedin        | Arnaud Clément Olivier Rochus         | 6:2, 5:7, [10:7] |
| 6.  | 01.05.2011 | Challenger de Ostrava             | Tierra     | Olivier Charroin       | Andis Juška Alexandre Kudryavtsev     | 6:4, 6:3         |
| 7.  | 24.07.2011 | Challenger de Posnania (1)        | Tierra     | Olivier Charroin       | Franco Ferreiro André Sá              | 6:2, 6:3         |
| 8.  | 13.09.2013 | Challenger de Sevilla             | Tierra     | Alessandro Motti       | Stephan Fransen Wesley Koolhof        | 7:5, 7:5         |

## Clasificación en torneos del Grand Slam
| Torneo          | 2004    | 2005    | 2006    | 2007    | 2008    | 2009    | 2010 | 2011 | 2012 | 2013 | 2014 | 2015 | 2016 | G-P |
| --------------- | ------- | ------- | ------- | ------- | ------- | ------- | ---- | ---- | ---- | ---- | ---- | ---- | ---- | --- |
| Australian Open | Ausente | Ausente | Ausente | Ausente | Ausente | Ausente | 2R   | 1R   | 1R   | Q2   | 4R   | 1R   | 3R   | 6-6 |
| Roland Garros   | 1R      | Ausente | Ausente | Ausente | Ausente | Q2      | 1R   | 2R   | Q1   | Q3   | 1R   | 1R   | 2R   | 2-6 |
| Wimbledon       | Ausente | Ausente | Ausente | Ausente | Ausente | Q2      | 1R   | Q1   | Q2   | 2R   | 1R   | Q3   | 1R   | 1-4 |
| US Open         | Ausente | Ausente | Ausente | Ausente | Ausente | Q2      | 1R   | A    | A    | 2R   | A    | A    | 1R   | 1-3 |